# 4-hidroksitreonin-4-fosfat dehidrogenaza
4-hidroksitreonin-4-fosfat dehidrogenaza (EC 1.1.1.262, +-zavisni treonin 4-fosfat dehidrogenaza, L-treonin 4-fosfat dehidrogenaza, 4-(fosfohidroksi)-L-treonin dehidrogenaza, PdxA, 4-(fosfonooksi)-L-treonin:+ oksidoreduktaza) je enzim sa sistematskim imenom 4-fosfonooksi--treonin:+ oksidoreduktaza. Ovaj enzim katalizuje sledeću hemijsku reakciju
4-fosfonooksi--treonin + + {\displaystyle \rightleftharpoons } 3-amino-2-oksopropil fosfat + 2 + + (sveukupna reakcija)
(1a) 4-fosfonooksi--treonin + + {\displaystyle \rightleftharpoons } (2)-2-amino-3-okso-4-fosfonooksibutanoat + NADH + H+
(1b) (2)-2-amino-3-okso-4-fosfonooksibutanoat {\displaystyle \rightleftharpoons } 3-amino-2-oksopropil fosfat + 2 (spontana reakcija)
Product reakcije podleže dekarboksilaciji, čime se formira 3-amino-2-oksopropil fosfat. Ovaj enzim je deo biosinetičkog puta koenzima piridoksal 5'-fosfat prusutnog kod anaerobnih bakterija.

## Literatura
- Nicholas C. Price; Lewis Stevens (1999). Fundamentals of Enzymology: The Cell and Molecular Biology of Catalytic Proteins (Third изд.). USA: Oxford University Press. ISBN 019850229X.
- Eric J. Toone (2006). Advances in Enzymology and Related Areas of Molecular Biology, Protein Evolution (Volume 75 изд.). Wiley-Interscience. ISBN 0471205036.
- Branden C; Tooze J. Introduction to Protein Structure. New York, NY: Garland Publishing. ISBN 0-8153-2305-0.
- Irwin H. Segel. Enzyme Kinetics: Behavior and Analysis of Rapid Equilibrium and Steady-State Enzyme Systems (Book 44 изд.). Wiley Classics Library. ISBN 0471303097.

## Spoljašnje veze
- 4-hydroxythreonine-4-phosphate+dehydrogenase на 